# Mimacraea flavescens
Mimacraea flavescens är en fjärilsart som beskrevs av Hans Rebel 1919. Mimacraea flavescens ingår i släktet Mimacraea och familjen juvelvingar. Inga underarter finns listade i Catalogue of Life.